# 新加拿大 (緬因州)
新加拿大（英語：New Canada）是一個位於美國緬因州阿魯斯圖克縣的市鎮。

## 人口
根據2020年美國人口普查的數據，新加拿大的面積為94.17平方千米，當中陸地面積為92.67平方千米，而水域面積為1.50平方千米。當地共有人口310人，而人口密度為每平方千米3人。